# Rourea coccinea
Rourea coccinea är en tvåhjärtbladig växtart. Rourea coccinea ingår i släktet Rourea och familjen Connaraceae.

## Underarter
Arten delas in i följande underarter:
- R. c. ex
- R. c. boiviniana
- R. c. viridis